# Blonde Electra
Blonde Electra (auparavant Blonde Electric) est un duo pop britannique composé des sœurs germano-britanniques Jasmine « Jazzy » King (née le 19 février 1990) et Natasha « Ruby » King (née le 7 mai 1992). Elles forment le groupe à Dusseldorf en 2013 après avoir quitté leur ancien groupe KING.
Jasmine et Natasha jouent de la musique depuis leur jeunesse et travaillent comme compositrices en Europe et aux États-Unis. Elles acquièrent une notoriété internationale lors de la onzième saison de « The X Factor » au Royaume-Uni dans la catégorie « groupes », coachées par Louis Walsh. Le duo atteint les phases finales et participe au premier concert live.

## Biographie

### Jeunesse
Les parents des deux sœurs, le britannique Michael Jeffrey King et sa femme allemande Joanna, aussi connue sous le nom de Irmgard, quittent l'Inde en 1991 et voyagent en Europe et aux États-Unis avec leurs enfants en tant que missionnaires chrétiens dans une caravane. Ils déménagent environ 80 fois et vivent essentiellement dans des conditions de pauvreté, surtout durant leur séjour de neuf ans en Ukraine, séjour durant ils vivent dans un ghetto sans eau courante ni douche.
Tous les enfants de la famille sont scolarisés à la maison et grandissent suivant les règles strictes de leur père sans avoir le droit d'avoir des jouets ou de regarder la télévision ni d'écouter de la musique grand public.
Même après que leurs cinq premiers enfants rencontrent le succès avec leur groupe, ils ont continué de vivre dans une caravane sur un parking en Allemagne tandis que leurs parents vivaient en Slovaquie avec les deux plus jeunes sœurs.

### Carrière musicale

#### La famille King
Jazzy et Ruby King commencent à chanter dans la rue très jeunes sous l'impulsion de leur père. Celui-ci forme ensuite, avec ses cinq enfants les plus âgés, un groupe de musique chrétienne, The King Family. Le groupe voyage à travers le monde pour tenir des concerts de rue de musique religieuse, dans des clubs, des écoles, des prisons et même à la télévision. En 1998 la maison de production Word Records/Warner Music Group leur offre un contrat de 4 millions de dollars que le père refuse à cause du jeune âge de ses enfants.
Quand Jazzy et Ruby ont quinze et treize ans, en 2003, habitant alors en Allemagne, elles quittent leur famille pour habiter seules et pour chanter dans une boîte de nuit. Leur frère Michael, plus âgé, a alors déjà quitté le groupe.
Les cinq frères et sœurs se réunissent en 2006 et relancent, en dehors du contrôle de leur père et soutenus par le producteur allemand Dieter Falk, le groupe King Family. Ils obtiennent rapidement un contrat chez EMI et enregistrent deux singles et un album. En 2009, le groupe est invité à Nashville, dans le Tennessee, par Doc McGhee. La fratrie décide alors d'émigrer aux États-Unis. Ils quittent le label EMI et renomment leur groupe KING.
Leur départ du camping de Cologne pour aller à Los Angeles en juin 2009 est filmé et diffusé dans la série Goodbye Deutschland ! Die Auswanderer sur la chaîne allemande VOX.
Fin 2013, le groupe KING dévoile son clip « B.O.M.B » dirigé par Nicholaus Goossen et dans lequel apparaissent Jazzy et Ruby.

#### The X Factor
Après plusieurs conflits avec leurs frères et sœurs, Jazzy et Ruby King décident de quitter le groupe KING pour former leur propre groupe appelé Blonde Electric. Résidentes à Dusseldorf, elles décident de partir pour l'Angleterre et d'auditionner pour The X Factor après avoir appris que Simon Cowell faisait à nouveau partie des juges. Elles gagnent alors leur vie en faisant du babysitting et des petits boulots de serveuses jusqu'à faire augmenter leur salaire moyen cumulé de 150 à 10 000 livres en quelques mois.
Blonde Electra est le premier groupe auditionné à être diffusé dans la saison 2014 de The X Factor. Leur performance de la chanson Do It Like A Dude de Jessie J leur permet d'être retenues avec trois « oui » de la part de Simon Cowell, Louis Walsh et Mel B tandis que Cheryl Fernandez-Versini vote « non ».
Au camp d'entraînement, elles chantent I love rock and roll de Joan Jett avant d'interpréter chez les juges Gold Digger de Kanye West. Louis Walsh décide d'être leur coach et les choisit pour participer aux spectacles live. Elles vivent en 2015 principalement de la presse people britannique et de concerts.
| Performances et résultats à The X Factor (2014) | Performances et résultats à The X Factor (2014) | Performances et résultats à The X Factor (2014) | Performances et résultats à The X Factor (2014) |
| Épisode                                         | Thème                                           | Chanson                                         | Résultat                                        |
| Premier casting                                 | Choix libre                                     | Do It Like a Dude                               | Accès au camp d'entraînement                    |
| Camp d'entraînement                             | Choix libre                                     | I Love Rock and Roll                            | Accès à la maison des juges                     |
| Maison des juges                                | Choix libre                                     | Gold Digger                                     | Accès aux concerts en direct                    |
| ----------------------------------------------- | ----------------------------------------------- | ----------------------------------------------- | ----------------------------------------------- |
| Première émission en live                       | Numéro un                                       | Kids in America                                 | Élimination                                     |

## Filmographie
| Année      | Titre                                | Type               | Rôle                                                       | Notes         |
| ---------- | ------------------------------------ | ------------------ | ---------------------------------------------------------- | ------------- |
| 2009       | Goodbye Deutschland! Die Auswanderer | Série TV allemande | Elles-mêmes (en tant que membres du groupe King Family)    | Participantes |
| 2012, 2014 | The X Factor                         | TV                 | Elles-mêmes (en tant que membres du groupe Blonde Electra) | Candidates    |

## Galerie photo

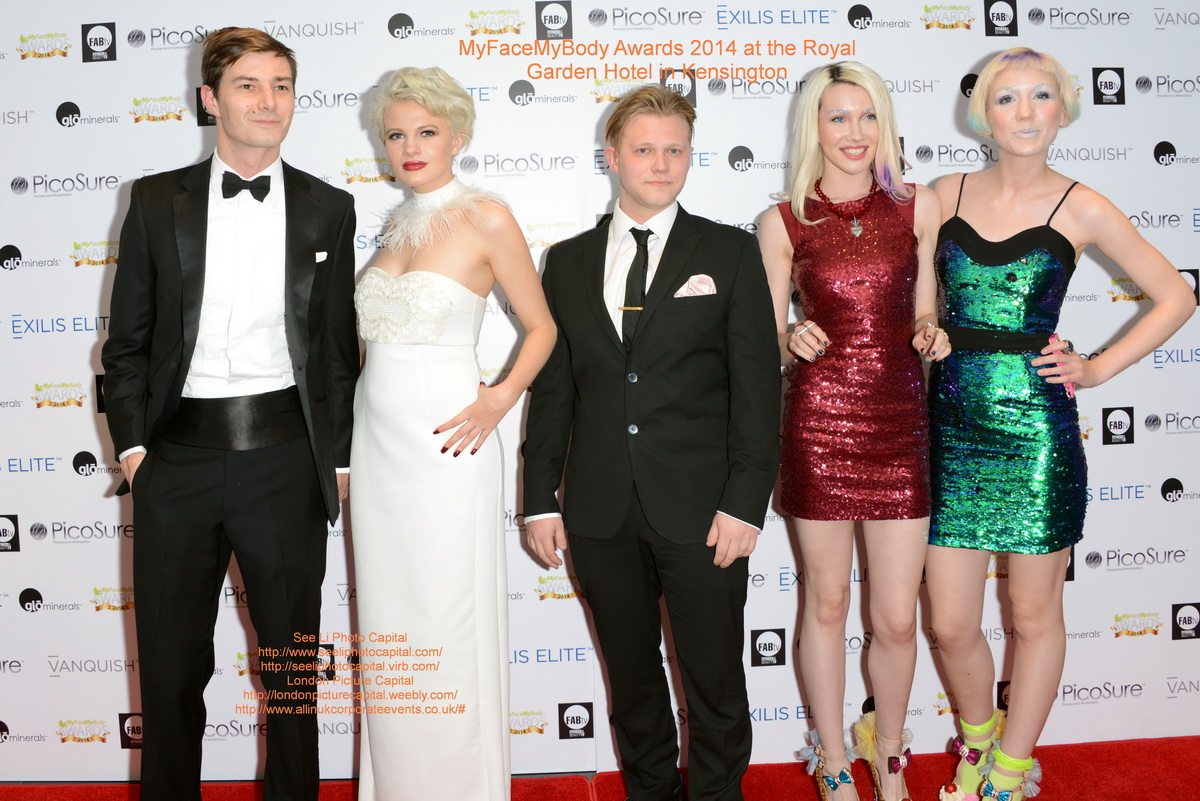
Ruby et Jazzy King (à droite) aux MyFaceMyBody Awards en 2014.
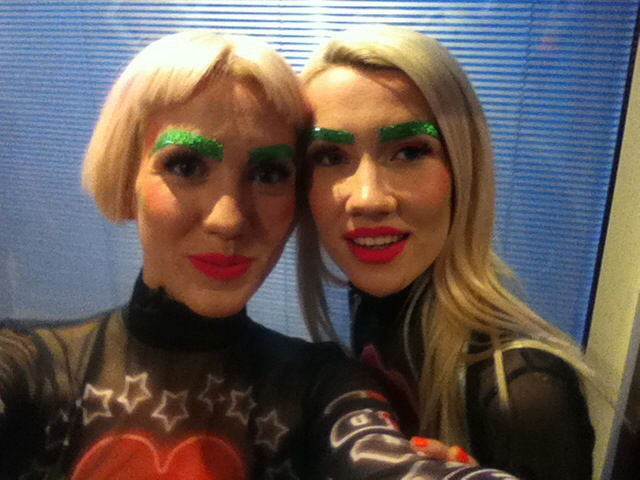
Blonde Electra dans les coulisses de The X Factor UK, le 11 octobre 2014.
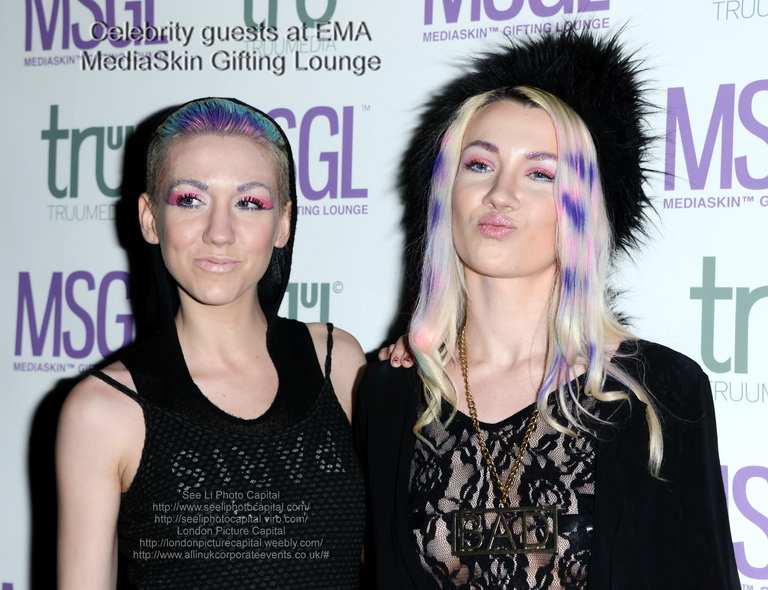
Jazzy et Ruby King au EMA MediaSkin Gifting Lounge à Londres, le 6 novembre 2014.